# Hells Angels
Hells Angels Motorcycle Club (HAMC), mer känd som enbart Hells Angels (HA), är en internationell kriminell motorcykelklubb som grundades i Kalifornien 1948. Hells Angels är världens största motorcykelklubb med 3 000 till 3 600 medlemmar i 59 länder. 
Hells Angels har en lång och våldsam historik med ärkefienden Bandidos. 

## Organisationsfrihet
Hells Angels räknas i många länder som en kriminell MC-klubb. Det är dock i Sverige, på grund av den grundlagsskyddade föreningsfriheten, förbjudet att klassa organisationer som kriminella; här betraktar man i stället frågan om kriminalitet på individnivå.
Organisationen grundades i USA efter andra världskriget och finns idag spridd över västvärlden och några länder till. Gemensamt för medlemmarna är intresset för motorcyklar av märket Harley-Davidson och en alternativ livsstil. Många medlemmar förekommer i en rad olika kriminella sammanhang såsom utpressning, narkotikahandel samt beskyddarverksamhet och det är vanligt att medlemmarna är kriminellt belastade. Även i Sverige är majoriteten av medlemmarna dömda för brott, men till följd av föreningsfriheten är klubben i sig inte juridiskt stämplad som kriminell. Hells Angels är en så kallad "ryggmärkesklubb", en motorcykelklubb där medlemmarna bär västar med iögonfallande märken på ryggen. Västen har klubbens logotyp samt hemklubbens "färger" eller logotyp.

## Avdelningar
Hells Angels har medlemsavdelningar i 59 länder. De länderna är USA, Kanada, Brasilien, Argentina, Australien, Sydafrika, Nya Zeeland, Spanien, Frankrike, Belgien, Nederländerna, Tyskland, Italien, Schweiz, Liechtenstein, Österrike, England/Wales, Finland, Norge, Sverige, Danmark, Grekland, Ryssland, Tjeckien, Portugal, Chile, Kroatien, Luxemburg, Nordirland, Ungern, Dominikanska republiken, Turkiet, Polen, Island, Irland, Malta, Thailand, Litauen, Västindien och Serbien, Rumänien, Slovakien, Japan, Estland, Ukraina, Lettland, Litauen, Bulgarien, Peru och Uruguay. 
Det finns femton så kallade chapters representerade i Sverige. Dessa finns i Malmö, Helsingborg, Stockholm, Göteborg, Karlstad, Eskilstuna, Norrköping, Luleå, Uppsala, "Trestad" och i Hässleholm. Utöver dessa finns avdelningarna Eastside och Capital City i Stockholm samt Goth Town och West Rock City i Göteborg.

## Historia

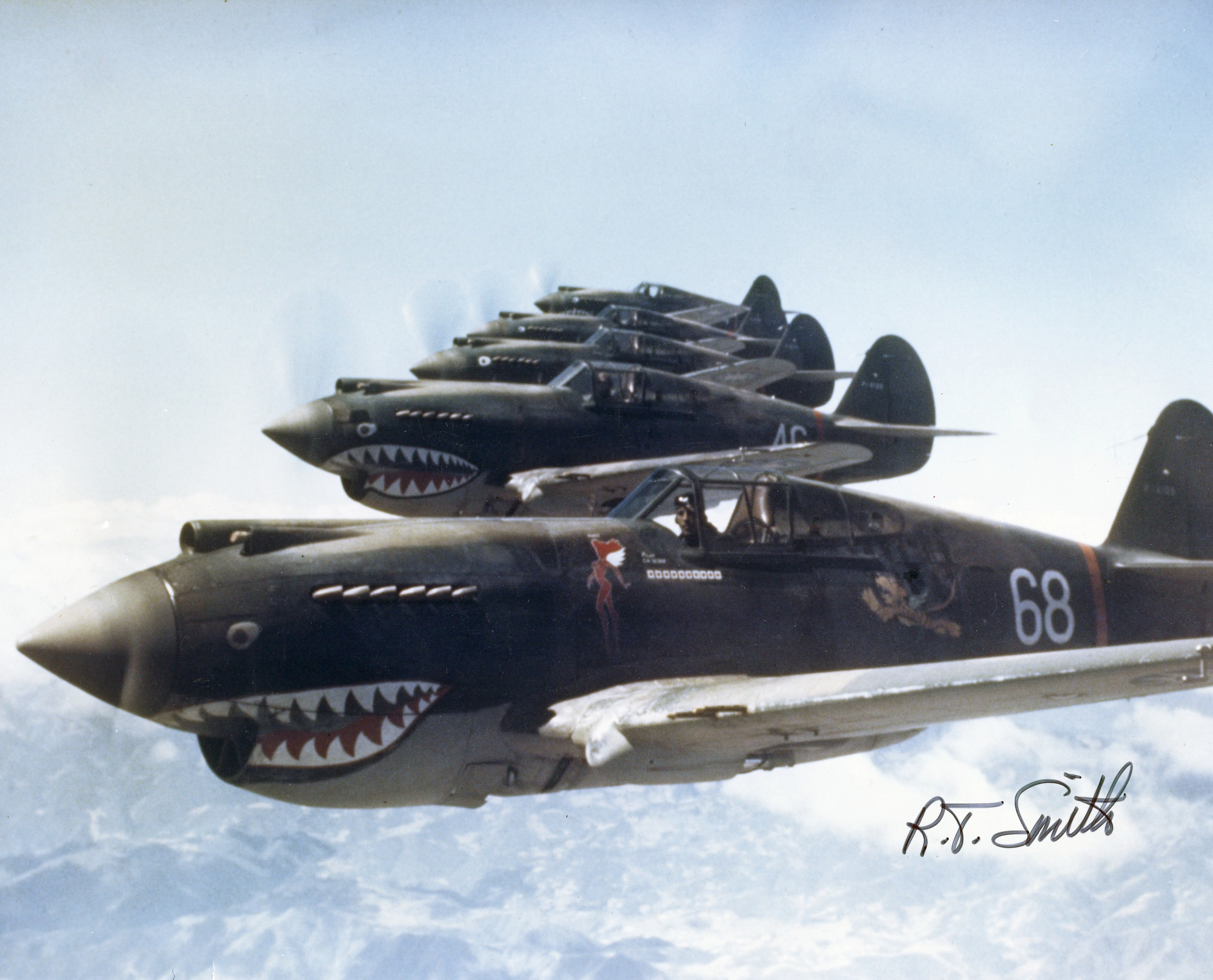
Bild på Hell's Angels i luften. Främsta flygplanet dekorerat med helvetesängeln.

Namnet Hells Angels kommer från piloten Arvid Olsen som tjänstgjorde i den tredje flygplansgruppen i flygande tigrarna som hette Hell's Angels. The Flying Tigers var en grupp amerikanska frivilliga piloter under andra världskriget, vars uppgift var att skydda kinesiska städer mot japanska bombräder. Apostrofen har sedan plockats bort med förklaringen att ordet "hell" inte ska skrivas i singularis eftersom helvetet finns i många olika former. De första medlemmarna var - enligt sägnen - krigsveteraner som bytte ut sina flygplan mot motorcyklar.
Det var sannolikt Arvid Olsen, en före detta jaktflygplanspilot i 1st American Volunteer Group, som föreslog namnet. Första klubben bildades i San Bernardino i Kalifornien 1948. Frasen Hells Angels var dåtida slang som betydde ungefär luftens demoner och var en informell beteckning på stridspiloter och bombpiloter i USA.
I massmedierna började namnet Hells Angels figurera i San Francisco/Oakland-området i slutet av 1950-talet, framför allt i kriminalreportage. Klubben blev internationellt känd genom boken Hell's Angels: A Strange and Terrible Saga (1967) av journalisten Hunter S. Thompson samt genom filmer där "ärkeängeln" Ralph "Sonny" Barger Jr samt andra medlemmar förekom.
Klubbarna skiljer noga på enskilda medlemmars handlingar samt organisationens. Medlemmar som har begått brott har, enligt deras synsätt, gjort det som privatpersoner och inte som Hells Angels-medlemmar.

### MC-kriget i Köpenhamn 1983–1985
Den 30 december 1980 blev MC-klubben Unionen från Titangade på Nørrebro i Köpenhamn upptagna som Nordens första Hells Angels avdelning. Andra MC-klubbar i Köpenhamn fick därefter välja att stödja denna avdelning eller bli dess fiender. Den på Amager baserade MC-klubben Filthy Few var den enda som inte accepterade detta. Unionen (som var en sammanslagning av några andra MC-gäng) hade legat i bråk med Amagerbaserade MC-gäng så tidigt som 1973 och Filthy Few slog sig samman med ett fåtal andra "anti-HA" personer från andra klubbar. De bildade Bullshit MC och slog sig ner på Christiania (deras klubbhus låg dock något utanför). Under 1981 och fram till sommaren 1983 rådde ett slags icke undertecknat fredsavtal mellan Hells Angels och Bullshit, som innebar att Amager (inklusive Christianshavn, där Chistiania ligger) var "Bullshit-territorium" men övriga Köpenhamnsområdet "HA-område" (detta gällde endast när medlemmarna bar väst).
Men i september 1983 steg plötsligt tre Bullshitmedlemmar in på puben Søpromenaden, belägen nära Köpenhamns inre dammars nordliga ände (Sortedams Sø) på Østerbro, som var ett välkänt Hells Angels-ställe. Ett knivslagsmål bröt ut varvid två Bullshitmedlemmar stacks ihjäl. I november samma år intervjuades Bullshits president, Henning Norbert Knudsen, "Makrellen" kallad, i Danmarks Radios TV-program Mellem mennesker, varvid denne "spydde galla" över Hells Angels.
På förmiddagen den 29 maj 1984 mördades "Makrellen" framför ögonen på sin hustru Pia. Hon tyckte sig känna igen gärningsmannen som Hells Angels-medlemmen Jørn "Jønke" Nielsen. Denne dömdes till ett långt fängelsestraff, men utredningen tog flera år. Ölutköraren Palle Blaabjerg övertog därefter presidenttiteln i Bullshit och sköts ihjäl inför många vittnen den 26 april 1985 under sitt arbete. Ingen annan skadades, inte ens hans arbetskamrat. Därefter övertogs presidenttiteln av Anker Walther Marcus, kallad "Høvding". Denne, samt två icke inblandade personer sköts ihjäl på puben Nemoland på Chistiania den 21 december samma år. Efter detta mord var Bullshit slutligen besegrade. Krigsresultatet mätt i antal mördade medlemmar slutade 8-1 till Hells Angels. "Makrellen" misstänktes vid tiden för sin avrättning för ett dubbelmord, vilket dock aldrig kunnat bevisas. Hans fru Pia menar än idag att hennes make personligen inte var kapabel att utföra mord. År 1986 hittade polisen liket av en man som beskrivits som "saknad anställd på SAS" inmurad i golvet på Bullshits klubbhus. Räknar man in oskyldiga offer på fel plats och av MC-gäng eventuellt mördade, slutar dödssiffran på 14 personer.
Källa: TV-programmet "24 timer vi aldrig glemer" (serie), avsnitt "Mordet på Makrellen", sänt på DR2 bl.a. 24/8 2012.

### Hells Angels historia i Sverige
Hells Angels etablerades i Sverige när den före detta bilklubben Dirty Dräggels i Djurslöv i Staffanstorps kommun utanför Malmö utsågs till officiell Hells Angels-avdelning den 27 februari 1993. Klubbens önskan att bli en del av organisationen hade då i flera år satt prägel på biker-kulturen i Malmö och Sverige.
Konflikten som sargat de danska mc-gängen avskräckte inte alla och definitivt inte Dirty Dräggels. Polisens första riktiga indikation på att den fredliga respekten mellan Malmös bikers var på väg att brytas kom 1987 när mc-klubbarna Belkers och Sinners lokaler attackerades med automatvapen och tre Sinners-medlemmar skottskadades. Polisen misstänkte Dirty Dräggels och slog till mot klubbens lokal i Djurslöv men fann aldrig några automatvapen. Ingen greps någonsin för attackerna men Sinners och Belkers lade sedermera ned sin verksamhet och en del av deras medlemmar gick senare med i Hells Angels.
År 1989 skrev journalisten Anders Westenius på tidningen Motorcykelmagasinet en kritisk artikel där han varnade för att svenska mc-gäng börjat anamma outlawkulturen. Efter att artikeln gått i tryck misshandlades han svårt av fyra män med basebollträn. Fyra Dirty Dräggels-medlemmar greps och anhölls men nekade och släpptes. Westenius återhämtade sig aldrig fullt ut efter misshandeln och dog sommaren 2006 vid 52 års ålder.
I mars 1990 utsågs Dirty Dräggels till hangaround chapter till Hells Angels och redan i juni året därpå avancerade de till provmedlemmar. Klubben bytte i och med det tillfälligt namn till MC Sweden, innan den 1993 blev fullvärdig Hells Angels-klubb.

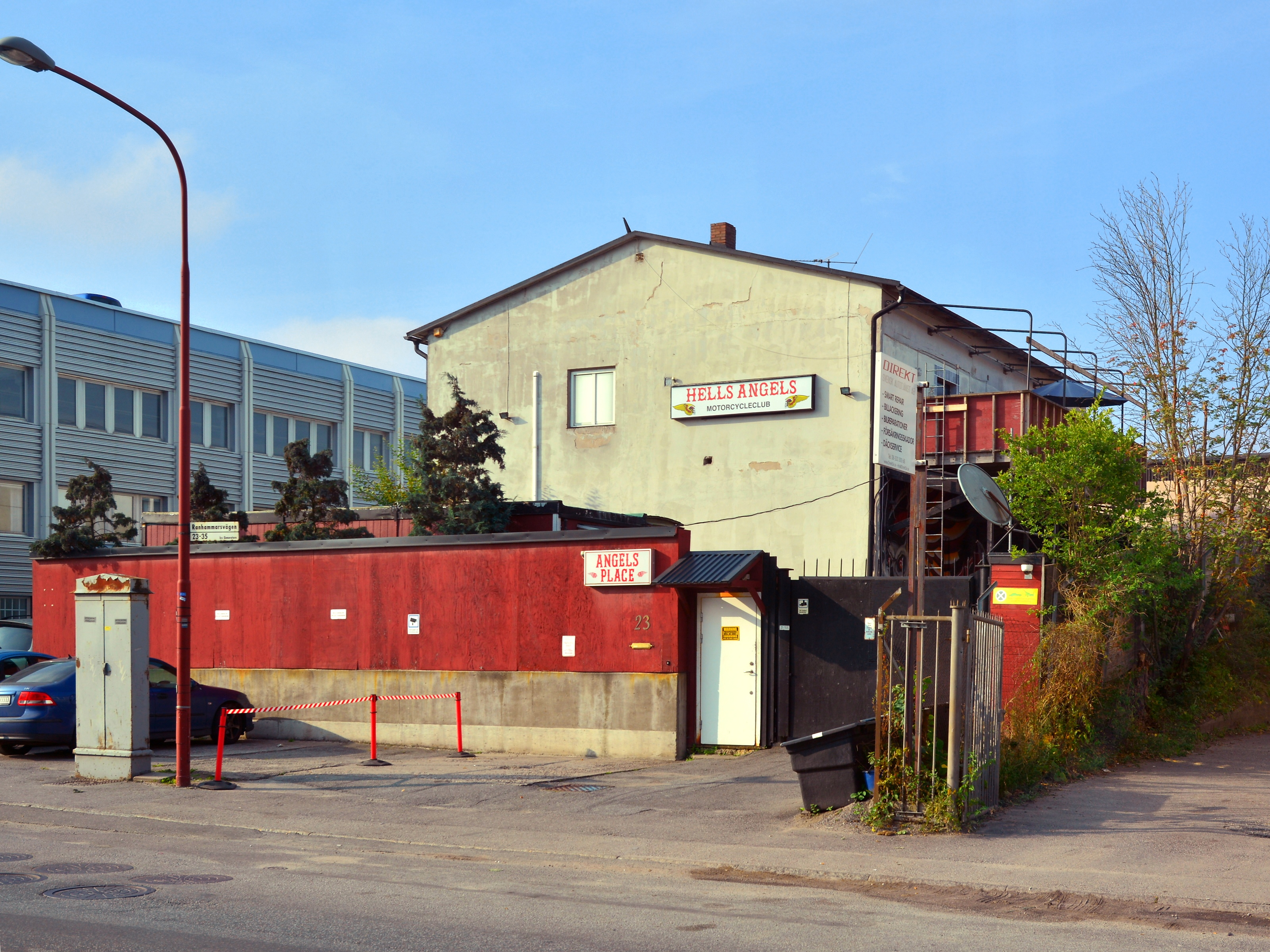
Angels Place i Bromma är Hells Angels klubblokal i Stockholm.

Thomas Möller klev fram som talesman för klubben, först som vice president och sedan som president. Med en erkänt skicklig mediestrategi arbetade han för att ändra bilden av ett gäng kriminella våldsmän och istället måla upp en bild av en resonabel och rättvis, om än hårdför, grupp mc-åkare. Bland annat bjöd han in pressen till sitt bröllop med dottern till en polisman i Malmö och ställde upp i flera TV-program.
Ansträngningarna att få Hells Angels att framstå som trevliga försvårades avsevärt när klubben i januari 1994 anföll Helsingborgsgänget Morbids, som just utsetts till hangarounds till Bandidos. Stora nordiska MC-kriget mellan svenska Hells Angels och Bandidos var därmed inlett och det kom att sprida sig över Norden och skörda många dödsoffer innan det avblåstes 1997.
Under Halloween-helgen 2009 lyftes MC-klubbarna MC Sweden i Eskilstuna och Eastside MC i Luleå upp som fullvärdiga klubbar i Hells Angels.
På nyårsafton samma år fick även MC Norrköping i Norrköping fullvärdigt medlemskap i Hells Angels.
5 maj 2012 attackerade ett stort antal personer, som kom i en kortege med femton bilar, mc-klubben Svineri MC:s familjefest utanför Kalmar där kvinnor och småbarn deltog. Flera personer misshandlades svårt och inom ett par dagar grep polisen sjutton personer varav fyra fullvärdiga medlemmar i Hells Angels och de övriga i undergruppen Red and White Crew. Samtliga häktades senare för grov misshandel, grovt rån och grov skadegörelse.
Av de gripna var femton personer från Skåne och två från Stockholm. Enligt åklagaren hade dådet planerats högt upp inom Hells Angels.
Vid husrannsakan hos de häktade och ett antal Hells Angels-klubbar har beslag gjorts som har anknytning till överfallet och även andra brott. Rättegången påbörjades i säkerhetssalen vid Göteborgs tingsrätt den 2 oktober 2012 och slutfördes den 6 oktober. 19 åtalades, 14 dömdes till 2,5 års fängelse och fyra frikändes.
Den första boken på svenska om Hells Angels och andra mc-gäng publicerades 1996 av författaren och journalisten C-J Charpentier: Live to ride. Knuttar och ryggmärken (ISBN 91-88820-21-1).

## Kännetecken

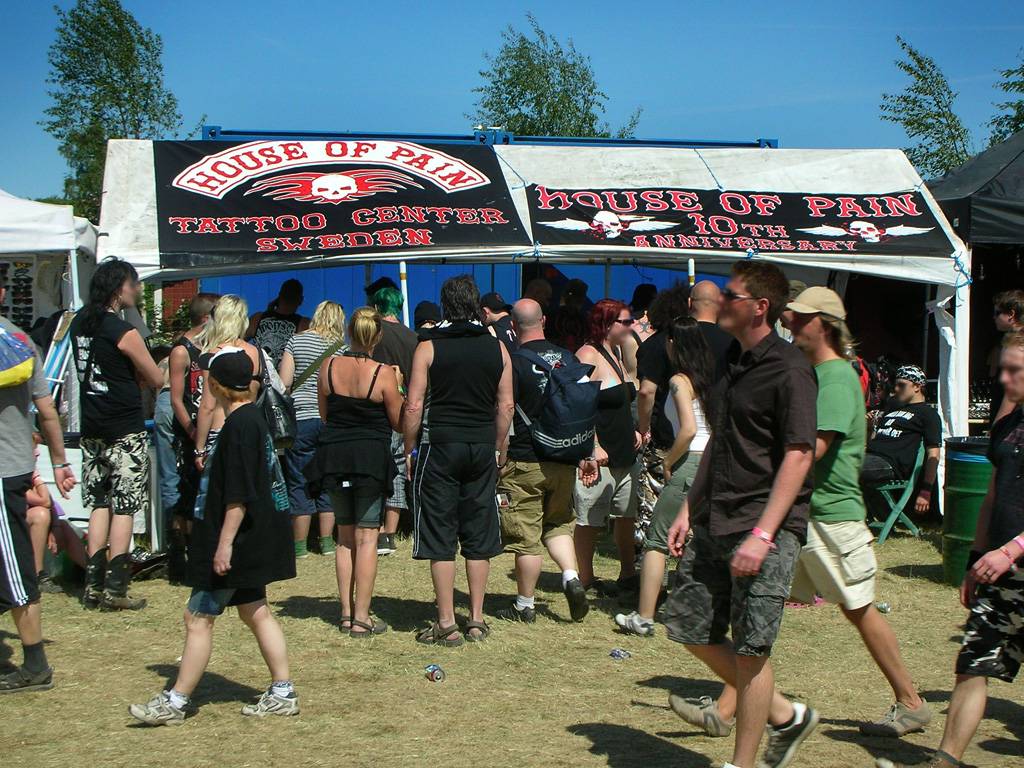
House of Pain Tattoo på Sweden Rock Festival.

Hells Angels färger är vitt och rött och klubbmärket är uppbyggt av röd text på vit bakgrund. Varje hemklubb har en egen "färg", som egentligen inte är en färg utan underklubbens logotyp. Klubbens färger syns på medlemmarnas västar.
Även olika "tilläggstecken" förekommer. Beteckningen "Filthy Few" har fått uppmärksamhet, då medlemmar som bär den tros ha utfört mord åt Hells Angels.
Den som önskar vara med i klubben ansöker om att få bli hangaround som är första steget mot fullvärdigt medlemskap. Nästa steg är att han, för det finns bara manliga medlemmar, blir prospect member, vilket innebär att han alltid ska finnas tillgänglig för alla medlemmar i klubben och behövs han så ska han släppa allt annat han håller på med. Till sist, om han anses lämplig, röstas han in som fullvärdig medlem.
Hells Angels driver ett antal affärskedjor i Sverige och övriga världen, däribland tatueringskedjan House of Pain Tattoo och piercingkedjan Feelgood Piercing. Affärskedjan Route 81 säljer kläder med Hells Angels-tryck där förtjänsterna går till familjer till klubbmedlemmar som avtjänar fängelsestraff då de inte kan ta hand om sina familjer från fängelset. Hells Angels AB finns på internet.